# Cruelty-free
Cruelty-free (wreedheidvrij) is een benaming die in de dierenrechtenbeweging wordt gebruikt voor producten of activiteiten die geen dieren schade toebrengen of doden. Producten die van dieren zijn gemaakt worden niet als wreedheidvrij beschouwd. Ook producten die op dieren zijn getest worden niet als wreedheidvrij beschouwd, aangezien deze tests pijnlijk en dodelijk kunnen zijn.